# Nühai
Nühai (女孩; Engels: Girl) is een toekomstige Taiwanese coming-of-agefilm, geschreven en geregisseerd door Shu Qi, en haar filmregiedebuut. De hoofdrollen worden vertolkt door Lai Yu-Fei, Lin Pin-Tung, Roy Chiu, 9m88 en Bai Xiao-Ying.

## Verhaal
In 1988, in Taiwan, groeit Hsiao-lee op in een vreugdeloze omgeving. Ze leidt een rustig en teruggetrokken leven. Dit verandert op een dag wanneer ze Li-li ontmoet. Het meisje, dat ongeveer even oud is als Hsiao-lee, inspireert haar met haar levendige en zorgeloze karakter. Terwijl Hsiao-lee's wereld zich begint te openen, duikt het verleden van haar moeder Chuan weer op en probeert ze haar weg te vinden tussen haar familiegeschiedenis en haar verlangen naar een vrij leven.

## Rolverdeling
| Acteur        | Personage  |
| ------------- | ---------- |
| Lai Yu-Fei    | Hsiao-lee  |
| Lin Pin-Tung  | Li-li      |
| Roy Chiu      | vader      |
| 9m88          | Ajuan      |
| Bai Xiao-Ying | Lin Xiaoli |

## Productie
Nühai is het speelfilmregiedebuut van de Taiwanese actrice Shu Qi, die wordt beschouwd als een van de grootste sterren van het land. Na dertig jaar in de filmindustrie werd ze aangemoedigd om films te gaan maken nadat ze in 2023 in de jury zat van het 80e Internationale Filmfestival van Venetië, waar ze films van nieuwe regisseurs bewonderde. Ze noemde ook de Taiwanese filmmaker Hou Hsiao-hsien, die haar castte in verscheidene van zijn films, als een belangrijke invloed op haar film. De film werd geproduceerd door Yeh Jufeng, met financiële steun van CMC Entertainment, Wow Momentum, J.Q. Pictures en Aranya Pictures. Mandarin Vision bezit de verkooprechten voor Azië. Het in Parijs gevestigde Goodfellas verzorgt de internationale verkoop buiten Azië.
Naast de twee kindactrices voegden ook de Taiwanese acteurs Roy Chiu en Bai Xiao-Ying en de zangeres 9m88 zich bij de cast. De filmopnames eindigden in het najaar van 2024.

## Release
Nühai zal op 4 september 2025 in première gaan op het Filmfestival van Venetië in de competitie voor de Gouden Leeuw.

## Prijzen en nominaties
De belangrijkste:
| Jaar | Prijs                    | Categorie    | Genomineerde(n) | Uitslag       |
| ---- | ------------------------ | ------------ | --------------- | ------------- |
| 2025 | Filmfestival van Venetië | Gouden Leeuw | Shu Qi          | In afwachting |